# Alex Warren

Firma di Alex Warren

Alexander Warren Hughes, detto Alex (Carlsbad, 18 settembre 2000), è un cantante e youtuber statunitense.

## Biografia
Nato e cresciuto a Carlsbad, si è fatto conoscere per i suoi contenuti umoristici caricati tramite YouTube a partire dalla metà degli anni dieci. Ha dopodiché incrementato la propria visibilità grazie a TikTok e, allo stesso tempo, ha intrapreso la propria carriera musicale durante la pandemia di COVID-19, venendo ingaggiato dalla Atlantic nell'agosto 2022.
È finito in lizza per il premio alla star dei social agli iHeartRadio Music Awards 2024, premio poi andato a Gracie Abrams. La prima parte del suo album in studio d'esordio, intitolato You'll Be Alright, Kid (Chapter 1), è stato pubblicato nel settembre 2024; promosso dalla tournée mondiale You'll Be Alright, Kid: Global Tour, il progetto ha scalato le classifiche dei principali mercati discografici, tra cui le ARIA Charts, la Canadian Albums, la Billboard 200 e l'Official Albums Chart. Il disco contiene gli estratti Yard Sale, Before You Leave Me, Save You a Seat, Carry You Home, Troubled Waters e Burning Down, quattro dei quali sono apparsi nella Official Singles Chart. Mentre Carry You Home è stato certificato platino sia dalla Music Canada che dalla Recording Industry Association of America, ed è stato supportato da un remix con la partecipazione di Ella Henderson, Burning Down ha segnato la sua prima entrata nella Billboard Hot 100.
Nel febbraio 2025 è ritornato sulle scene musicali con la hit internazionale Ordinary, inclusa in seguito nel primo disco e promossa da un'esibizione dell'artista nella serie TV Love Is Blind. Il brano, giunto in cima alla hit parade mondiale basata sul consumo rilevato da Luminate Data e in numerose classifiche nazionali, ha segnato il suo miglior posizionamento nella Hot 100 statunitense (1º posto), è poi diventata la numero uno di un solista maschile statunitense più duratura alla prima posizione della Official Singles Chart in oltre sessanta anni e la canzone più longeva al numero uno nella classifica dell'anno e degli anni venti (tredici settimane). Dal mese di febbraio è impegnato con il Cheaper than Therapy: Global Tour, incominciato a Colonia ed esteso fino al mese di agosto; in particolar modo, sono state aggiunte delle date ulteriori in Oceania e alcuni dei concerti sono stati spostati in sedi più spaziose a seguito dell'interesse mostrato dal pubblico. Warren ha ricevuto due candidature all'edizione annuale dei Kids' Choice Awards ed è entrato nella top ten dell'Artist 100. Il 27 giugno 2025 viene pubblicato On My Mind, un duetto con la neozelandese-sudcoreana Rosé, tratto dal primo LP You'll Be Alright, Kid.
Warren ha ricevuto la candidatura per tre riconoscimenti agli MTV Video Music Awards, contendendosi quello all'esordiente.

## Vita privata
Ha due sorelle e un fratello. Suo padre morì di cancro ai reni quando aveva nove anni e sua madre, alcolizzata, lo cacciò di casa all'età di 18 anni, lasciandolo senza fissa dimora e spesso a dormire nelle auto dei suoi amici.
Nel 2018 ha iniziato a frequentare Kouvr Annon, un ex membro dell'Hype House che ha incontrato su Snapchat. Annon si è poi trasferita in California dalla casa dei suoi genitori alle Hawaii per vivere con Warren nella sua auto. I due hanno annunciato il proprio fidanzamento la notte di Capodanno del 2022 e si sono sposati il 22 giugno 2024 a Escondido, in California.
Warren si professa cattolico e ha affermato che le sue canzoni sono ispirate alla musica di culto.

## Discografia

### Album in studio
- 2025 – You'll Be Alright, Kid

### EP
- 2024 – A Message to My Younger Self...
- 2024 – You'll Be Alright, Kid (Chapter 1)

### Singoli
- 2021 – One More I Love You
- 2021 – Screaming Underwater
- 2021 – Remember Me Happy
- 2021 – Headlights
- 2022 – Chasing Shadows
- 2023 – Give You Love
- 2023 – Change Your Mind
- 2023 – How Could You (Be OK)
- 2023 – Yard Sale
- 2024 – Before You Leave Me
- 2024 – Save You a Seat
- 2024 – Carry You Home (solo o feat. Ella Henderson)
- 2024 – Troubled Waters
- 2024 – Burning Down (solo o con Joe Jonas)
- 2025 – Ordinary
- 2025 – Bloodline (con Jelly Roll)
- 2025 – On My Mind (con Rosé)
- 2025 – Eternity

## Tournée
- 2023 – The Cooliest Fricken Tour Ever
- 2024 – You'll Be Alright, Kid: Global Tour
- 2025 – Cheaper than Therapy: Global Tour